# Two Knights of Vaudeville
Two Knights of Vaudeville er en amerikansk stumfilm fra 1915.